# Richard LaPiere
Richard Tracy LaPiere (* 5. September 1899 in Beloit (Wisconsin); † 2. Februar 1986) war ein Professor für Soziologie an der Stanford University von 1929 bis 1965.

## Leben
LaPiere ist in Wisconsin geboren und bekam seinen B.A. in Wirtschaftswissenschaften 1926, gefolgt von seinem Master of Arts in Soziologie 1927 und seinem Ph.D. in Soziologie 1930. Alle Titel erhielt er an der Stanford University.
Er heiratete 1934 und starb 1986 an Krebs.

## Wissenschaftliche Arbeit
LaPiere wurde in den 1930ern bekannt für seine Arbeit Attitudes Versus Actions („Einstellungen versus Verhalten“). Er verbrachte zwei Jahre damit, in den USA mit einigen Chinesen umherzureisen. Zu dieser Zeit gab es starke Vorurteile gegenüber Chinesen in den USA. Eine Vermutung war demnach, dass Einstellung (Ablehnung gegen Chinesen) und Verhalten (Absage einer Übernachtungsmöglichkeit) übereinstimmten.
Dies stellte sich als falsch heraus. Er besuchte 251 Hotels. Davon wurde er nur in einem abgewiesen. Nach der Reise schrieb er die Hotels an und fragte schriftlich, ob chinesische Besucher dort bedient würden. Es gab nur eine positive Zusage, und mehrheitlich Absagen – die berichteten Zahlen gehen hier weit auseinander. Manchmal wird von 250 Hotels gesprochen, oft wird gesagt, es hätten nur 128 auf die schriftlichen Anfragen reagiert. Zusätzlich soll LaPiere die schriftliche Anfrage auch nach Deutschen, Franzosen, Japanern und anderen Nationalitäten gefragt haben.
An LaPieres Arbeiten gibt es einige methodische Kritik. So ist nicht bekannt, ob Anfragen von denselben Personen beantwortet wurden, die auch an der Rezeption standen (evtl. Einstellung von Managern und Verhalten von Angestellten). Es wird eine erhebliche Diskrepanz zwischen den drei Reisenden in ihrer äußeren Erscheinung und dem vorherrschenden Stereotyp von Chinesen in den USA gegeben haben. Weiter war es die Zeit der Great Depression, sodass man annehmen kann, dass jeder Gast, der eine Übernachtung bezahlen konnte, willkommen war.
Dennoch regte seine Arbeit viele Nachuntersuchungen an.

## Werke
- Freudian Ethic (1959) ISBN 0837175437
- Collective Behavior (1938) ISBN 1430481234